# 경상북도의 유형문화재 (제401호 ~ 제500호)
경상북도의 유형문화재는 시도유형문화재 중에서 경상북도 내에 있는 문화재를 의미한다.

## 지정 목록

### 제401호 ~ 제500호
| 번호  | 사진 | 명칭 | 소재지                                                   | 관리자 (단체)            | 지정일                                                           | 참조 |
| 401호 |      | 경주이씨 양월문중 소장고문서 및 전적 (慶州李氏 楊月門中 所藏 古文書 및 典籍)                                     | 경북 경주시 안강읍 양월리 777                            | 경주이씨 양월문중        | 2007년 7월 30일 지정                                             |      |
| 402호 |      | 영주 성혈사 석조비로자나불좌상 (榮州 聖穴寺 石造毘盧遮那佛坐像)                                                  | 경북 영주시 순흥면 덕현리 277                            | 성혈사                   | 2007년 7월 30일 지정                                             |      |
| 403호 |      | 문경대승사사면석불 (聞慶 大乘寺 四面石佛)                                                                        | 경북 문경시 산북면 전두리 산 38-1                        | 대승사                   | 2007년 12월 31일 지정                                            |      |
| 404호 |      | 김천 봉곡사 대웅전 석조석가여래삼존상 (金泉 鳳谷寺 大雄殿 石造釋迦如來三尊像)                                    | 경북 김천시 대덕면 조룡리 881                            | 봉곡사                   | 2008년 4월 28일 지정                                             |      |
| 405호 |      | 김천 봉곡사 명부전 목조지장삼존상 및 시왕상 (金泉 鳳谷寺 冥府殿 木造地藏三尊像 및 十王像)                        | 경북 김천시 대덕면 조룡리 881                            | 봉곡사                   | 2008년 4월 28일 지정                                             |      |
| 406호 |      | 안동 봉황사 삼세불화 (安東 鳳凰寺 三世佛畵)                                                                      | 경북 안동시 임동면 수곡리 563 (안동민속박물관 보관)      | 봉황사                   | 2008년 11월 3일 지정                                             |      |
| 407호 |      | 문경 대승사 노주석 (聞慶 大乘寺 露柱石)                                                                          | 경북 문경시 산북면 전두리 8                              | 대승사                   | 2008년 11월 3일 지정                                             |      |
| 408호 |      | 문경 대승사 묘적암 나옹화상 영정 (聞慶 大乘寺 妙寂庵 懶翁和尙 影幀)                                              | 경북 문경시 산북면 전두리 20                             | 대승사                   | 2008년 11월 3일 지정                                             |      |
| 409호 |      | 포항 대성사 소장 금동여래좌상 (浦項 大聖寺 所藏 金銅如來坐像)                                                    | 경북 포항시 북구 용흥로 95-17                            | 대성사                   | 2009년 4월 30일 지정                                             |      |
| 410호 |      | 신라 경순왕 영정 (新羅 敬順王 影幀)                                                                              | 경북 경주시 황남동 216 (국립경주박물관 임시보관)         | 숭혜전                   | 2009년 7월 6일 지정                                              |      |
| 411호 |      | 문경 혜국사 대웅전 목조삼존불좌상 (聞慶 惠國寺 大雄殿 木造三尊佛坐像)                                            | 경북 문경시 문경읍 새재로 1052-220                       | 혜국사                   | 2009년 7월 6일 지정                                              |      |
| 412호 |      | 한강 정구 신도비 (寒岡 鄭逑 神道碑)                                                                              | 경북 성주군 수륜면 동강한강로 9                          | 청주정씨 문목공파 종중   | 2009년 7월 6일 지정                                              |      |
| 413호 |      | 봉화 김태석 소장 전적 (奉化 金泰石 所藏 典籍)                                                                    | 경북 봉화군 춘양면 소로리 665-5                          | 김태석                   | 2009년 7월 6일 지정, 2014년 10월 20일 추가지정                   |      |
| 414호 |      | 포항 합천이씨 전서공파 소장 유물 (浦項 陜川李氏 典書公派 所藏 遺物)                                              | 경북 포항시                                              | 이환진                   | 2009년 8월 31일 지정                                             |      |
| 415호 |      | 김천 청암사 아미타불회도 (金泉 靑巖寺 阿彌陀佛會圖)                                                              | 경북 김천시 증산면 평촌리 688                            | 청암사                   | 2009년 8월 31일 지정                                             |      |
| 416호 |      | 김천 청암사 신중도 (金泉 靑巖寺 神衆圖)                                                                          | 경북 김천시 증산면 평촌리 688                            | 청암사, 직지사           | 2009년 8월 31일 지정                                             |      |
| 417호 |      | 소수박물관 소장 성학십도 판목 (紹修博物館所藏 聖學十圖 板木)                                                     | 경북 영주시 순흥면 청구리 346 소수박물관                 | 영주시장                 | 2009년 8월 31일 지정                                             |      |
| 418호 |      | 소수박물관 소장 해동명적 (紹修博物館 所藏 海東名迹)                                                              | 경북 영주시 순흥면 청구리 346 소수박물관                 | 영주시장                 | 2009년 8월 31일 지정                                             |      |
| 419호 |      | 상주 사서 전식 신도비 (尙州 沙西 全湜 神道碑)                                                                    | 경북 상주시                                              | 전상룡                   | 2009년 12월 28일 지정                                            |      |
| 420호 |      | 영천 영지사 대웅전 (永川 靈芝寺 大雄殿)                                                                          | 경북 영천시                                              | .                        | 1998년 9월 23일 지정                                             |      |
| 421호 |      | 김방경 묘지석 (金方慶 墓誌石)                                                                                    | 경북 안동시 도산면 서부리 220 한국국학진흥원             | 안동김씨 대종회          | 2010년 4월 5일 지정                                              |      |
| 422호 |      | 임하당 신후명 고문서 (林下堂 申厚命 古文書)                                                                      | 경북 문경시 마성면 오천1리 136                           | 신동환                   | 2010년 4월 5일 지정                                              |      |
| 423호 |      | 울진 불영사 신중탱화 (蔚珍 佛影寺 神衆幀畵)                                                                      | 경북 울진군 서면 불영사길 48(하원리 120)                 | 불영사                   | 2010년 4월 5일 지정                                              |      |
| 424호 |      | 청도 운문사 만세루 (淸道 雲門寺 萬歲樓)                                                                          | 경북 청도군 운문면 신원리 1789                           | 운문사                   | 2010년 8월 2일 지정                                              |      |
| 425호 |      | 영천 죽림사 철조여래좌상 (永川 竹林寺 鐵造如來坐像)                                                              | 경북 영천시 금호읍 봉죽리 67                             | 죽림사                   | 2010년 11월 11일 지정                                            |      |
| 426호 |      | 의성 대곡사 지장보살도 (義城 大谷寺 地藏菩薩圖)                                                                  | 경북 의성군 다인면 봉정리 894                            | 대곡사                   | 2010년 11월 11일 지정                                            |      |
| 427호 |      | 의성 대곡사 삼화상·조사 진영 (義城 大谷寺 三和尙·祖師 眞影)                                                      | 경북 의성군 다인면 봉정리 894                            | 대곡사                   | 2010년 11월 11일 지정                                            |      |
| 428호 |      | 의성 운람사 목조아미타 여래좌상과 복장 일괄유물 (義城 雲嵐寺 木造阿彌陀如來坐像과 腹藏 一括遺物)                 | 경북 의성군 안평면 신안리 805                            | 운람사                   | 2011년 4월 27일 지정                                             |      |
| 429호 |      | 고령 반룡사 목조비로자나삼존불좌상 (高靈 盤龍寺 木造毘盧遮那三尊佛坐像)                                          | 경북 고령군 쌍림면 반룡사길 87                           | 반룡사                   | 2011년 4월 18일 지정                                             |      |
| 430호 |      | 구미 원각사 목조보살좌상 (龜尾 圓覺寺 木造菩薩坐像)                                                              | 경북 구미시 선산읍 노상리 159-4                          | 원각사                   | 2011년 9월 22일 지정                                             |      |
| 431호 |      | 상주 관음사 아미타회상도 (尙州 觀音寺 阿彌陀會上圖)                                                              | 경북 상주시                                              | 관음사                   | 2011년 9월 22일 지정                                             |      |
| 432호 |      | 의성 생송리 마애보살좌상 (義城 生松里 磨崖菩薩坐像)                                                              | 경북 의성군 단밀면 생송리 산175-13                       | 의성군                   | 2011년 9월 22일 지정                                             |      |
| 433호 |      | 성주 자양서당 소장 전적 (星州 紫陽書堂 所藏 典籍)                                                                | 경북 성주군 용암면 상성로 879-2                          | 신안주씨성주군화수회     | 2011년 9월 22일 지정                                             |      |
| 434호 |      | 칠곡 송림사 대웅전 (漆谷 松林寺 大雄殿)                                                                          | 경북 칠곡군 동명면 송림길 73                             | 송림사                   | 2012년 2월 13일 지정                                             |      |
| 435호 |      | 수운잡방 (需雲雜方)                                                                                              | 경북 안동시 용상동 1189-6 (한국국학진흥원 위탁보관)      | 김원동                   | 2012년 5월 14일 지정                                             |      |
| 436호 |      | 영주 비로사 아미타후불탱화 (榮州 毘盧寺 阿彌陀後佛幀畵)                                                          | 경북 영주시 풍기읍 삼가리 391                            | 비로사                   | 2012년 5월 14일 지정                                             |      |
| 437호 |      | 상주 도림사 소장 청동유물 일괄 (尙州 道林寺 靑銅遺物 一括)                                                       | 경북 상주시 서곡동 334-2 (상주박물관 위탁보관)           | 도림사                   | 2012년 5월 14일 지정                                             |      |
| 438호 |      | 문경 김용사 양진암 목조관세음보살좌상 및 복장유물 일괄 (聞慶 金龍寺 養眞庵 木造觀世音菩薩坐像 및 腹藏遺物 一括)  | 경북 문경시 산북면 김용리 430                            | 김용사 양진암            | 2012년 5월 14일 지정                                             |      |
| 439호 |      | 경산 환성사 대웅전 수미단 (慶山 環城寺 大雄殿 須彌壇)                                                            | 경북 경산시 하양읍 사기리 150                            | 환성사                   | 2012년 5월 14일 지정                                             |      |
| 440호 |      | 경산 환성사 방형석조 (慶山 環城寺 方形石槽)                                                                      | 경북 경산시 하양읍 사기리 150                            | 환성사                   | 2012년 5월 14일 지정                                             |      |
| 441호 |      | 울진 대풍헌 현판 일괄 (蔚珍 待風軒 懸板 一括)                                                                    | 경북 울진군 기성면 구산봉산로 105-2(구산리 202)          | 구산동회                 | 2012년 5월 14일 지정                                             |      |
| 442호 |      | 이숙기 공신록권 (李淑琦 功臣錄券)                                                                                | 경북 김천시 구성면 상원리 53-2                           | 연안이씨 정양공파 대종회 | 2012년 10월 4일 지정, 2018년 6월 27일 해제, 보물 제1992호로 승격 |      |
| 443호 |      | 의성 경덕사 소장 고문서 및 유물 (義城 景德祠 所藏)                                                               | 경북 의성군 구천면 용사리 290                            | 순천장씨 문암공파 문중   | 2012년 10월 4일 지정                                             |      |
| 444호 |      | 백전기법 (百戰奇法)                                                                                              | 경북 성주군 수륜면 가야산식물원길 17-56                  | 심원사주지               | 2012년 10월 4일 지정                                             |      |
| 445호 |      | 숙흥야매잠 (夙興夜寐箴)                                                                                          | 경북 성주군 성주읍 예산3길 27                            | 도일회                   | 2012년 10월 4일 지정                                             |      |
| 446호 |      | 불국사 당간지주 (佛國寺 幢竿支柱)                                                                                | 경북 경주시 진현동 15-1                                  | 불국사                   | 2012년 10월 22일 지정                                            |      |
| 447호 |      | 경주남산 국사곡 제4사지 삼층석탑 (慶州南山 國師谷 第4寺址 三層石塔)                                              | 경북 경주시 남산동 산37-1                                | .                        | 2012년 10월 22일 지정                                            |      |
| 448호 |      | 경주남산 비파곡 제2사지 삼층석탑 (慶州南山 琵琶谷 第2寺址 三層石塔)                                              | 경북 경주시 내남동 용장리 산1-1                          | .                        | 2012년 10월 22일 지정                                            |      |
| 449호 |      | 경주남산 지암곡 제3사지 삼층석탑 (慶州南山 地巖谷 第3寺址 三層石塔)                                              | 경북 경주시 남산동 산35                                  | .                        | 2012년 10월 22일 지정                                            |      |
| 450호 |      | 포항 분옥정 (浦項 噴玉亭)                                                                                        | 경북 포항시 북구 기계면 봉계길 146                       | 경주김씨동파문중         | 2012년 10월 22일 지정                                            |      |
| 451호 |      | 포항 흥해향교 대성전 (浦項 興海鄕校 大成殿)                                                                      | 경북 포항시 북구 동해대로1530번길 1-3 (흥해읍, 흥해향교) | .                        | 2012년 10월 22일 지정                                            |      |
| 452호 |      | 포항 오어사 대웅전 (浦項 吾魚寺 大雄殿)                                                                          | 경북 포항시 남구 오천읍 오어로 1                         | 오어사                   | 2012년 10월 22일 지정                                            |      |
| 453호 |      | 문경 김용사 대웅전 (聞慶 金龍寺 大雄殿)                                                                          | 경북 문경시 산북면 김용리 410                            | 김용사                   | 2012년 10월 22일 지정                                            |      |
| 454호 |      | 안동 봉림사지 삼층석탑 (安東 鳳林寺址 三層石塔)                                                                  | 경북 안동시 서후면 성곡리 816-2                          | 장석기                   | 2012년 10월 22일 지정                                            |      |
| 455호 |      | 안동 광흥사 응진전 (安東 廣興寺 應眞殿)                                                                          | 경북 안동시 서후면 재품리 813                            | 광흥사                   | 2012년 10월 22일 지정                                            |      |
| 456호 |      | 영주향교 대성전 (榮州鄕校 大成殿)                                                                                | 경북 영주시 하망동 167                                   | 영주향교                 | 2012년 10월 22일 지정                                            |      |
| 457호 |      | 안동 세심사 목조여래좌상 및 복장유물 (安東 洗心寺 木造如來坐像 및 腹藏遺物)                                      | 경북 안동시 와룡면 가구리 551-5                          | 세심사                   | 2013년 1월 21일 지정, 2013년 2월 4일 지정번호 정정               |      |
| 458호 |      | 구미 천생사 소장 재송엄상좌귀남서 (龜尾 天生寺 所藏 再送嚴上座歸南序)                                            | 경북 구미시 장천면 신장리 산42-1                         | 천생사                   | 2013년 1월 21일 지정, 2013년 2월 4일 지정번호 정정               |      |
| 459호 |      | 구미 천생사 소장 청허대사 행장 (龜尾 天生寺 所藏 淸虛大師 行狀)                                                  | 경북 구미시 장천면 신장리 산42-1                         | 천생사                   | 2013년 1월 21일 지정, 2013년 2월 4일 지정번호 정정               |      |
| 460호 |      | 예천 용문사 중수용문사기비 (醴泉 龍門寺 重修龍門寺記碑)                                                          | 경북 예천군 용문면 내지리 391                            | 용문사                   | 2013년 1월 21일 지정, 2013년 2월 4일 지정번호 정정               |      |
| 461호 |      | 포항보경사대웅전 (浦項寶鏡寺大雄殿)                                                                              | 경북 포항시 북구 보경로 523 (송라면, 보경사)             | .                        | 2013년 4월 8일 지정                                              |      |
| 462호 |      | 포항우각리여주이씨고택 (浦項牛角里驪州李氏古宅)                                                                  | 경북 포항시 북구 신광면 우각2리 529                      | 이승택                   | 2013년 4월 8일 지정                                              |      |
| 463호 |      | 김천 김산향교 (金山鄕校)                                                                                         | 경북 김천시 교동 437                                     | 김산향교                 | 2013년 4월 8일 지정                                              |      |
| 464호 |      | 구미 인동향교 대성전 (龜尾 仁同鄕校 大成殿)                                                                      | 경북 구미시 임수동 409-3                                 | 인동향교                 | 2013년 4월 8일 지정                                              |      |
| 465호 |      | 구미 선산향교 (龜尾 善山鄕校)                                                                                    | 경북 구미시 선산읍 교리 838                              | 선산향교                 | 2013년 4월 8일 지정                                              |      |
| 466호 |      | 구미 도리사 극락전 (龜尾 桃李寺 極樂殿)                                                                          | 경북 구미시 해평면 송곡리 403                            | 도리사                   | 2013년 4월 8일 지정                                              |      |
| 467호 |      | 상주 함창향교 (尙州 咸昌鄕校)                                                                                    | 경북 상주시 함창읍 교촌리 304-1                          | 함창향교                 | 2013년 4월 8일 지정                                              |      |
| 468호 |      | 상주 남장사 일주문 (尙州 南長寺 一柱門)                                                                          | 경북 상주시 남장동 502                                   | 남장사                   | 2013년 4월 8일 지정                                              |      |
| 469호 |      | 경산향교 (慶山鄕校)                                                                                              | 경북 경산시 중방동 760                                   | 경산향교                 | 2013년 4월 8일 지정                                              |      |
| 470호 |      | 의성 고운사 연수전 (義城 孤雲寺 延壽殿)                                                                          | 경북 의성군 단촌면 구계리 116                            | 대한불교조계종고운사     | 2013년 4월 8일 지정                                              |      |
| 471호 |      | 영양 삼지동 모전석탑 (英陽 三池洞 模塼石塔)                                                                      | 경북 영양군 영양읍 삼지리 산17                           | 김동환                   | 2013년 4월 8일 지정                                              |      |
| 472호 |      | 청도 불령사 전탑 (淸道 佛靈寺 塼塔)                                                                              | 경북 청도군 매전면 용산리 산98                           | 불령사                   | 2013년 4월 8일 지정                                              |      |
| 473호 |      | 청도 적천사 대웅전 (淸道 磧川寺 大雄殿)                                                                          | 경북 청도군 청도읍 원리 981                              | 적천사                   | 2013년 4월 8일 지정                                              |      |
| 474호 |      | 성주 선석사 대웅전 (星州 禪石寺 大雄殿)                                                                          | 경북 성주군 월항면 세종대왕자태실로 616-33               | 대한불교조계종선석사주지 | 2013년 4월 8일 지정                                              |      |
| 475호 |      | 예천 초간정 (醴泉 草澗亭)                                                                                        | 경북 예천군 용문면 용문경천로 874 (죽림 350)             | 권영기                   | 2013년 4월 8일 지정                                              |      |
| 476호 |      | 예천 용문사 자운루 (醴泉 龍門寺 慈雲樓)                                                                          | 경북 예천군 용문면 용문사길 285-30 (내지리 391)          | 용문사                   | 2013년 4월 8일 지정                                              |      |
| 477호 |      | 봉화 사미정 (奉花 四未亭)                                                                                        | 경북 봉화군 법전면 소천리 554                            | 조우철                   | 2013년 4월 8일 지정                                              |      |
| 478호 |      | 포항 보경사 서운암 부도군 (浦項 寶鏡寺 瑞雲庵 浮屠群)                                                            | 경북 포항시 북구 송라면 보경로 521                       | 보경사                   | 2013년 7월 11일 지정                                             |      |
| 479호 |      | 문경 정동윤 고문서 및 유물 (聞慶 鄭東潤 古文書 및 遺物)                                                          | 경북 문경시 호계면 견탄리 150                            | 정지홍                   | 2013년 7월 11일 지정                                             |      |
| 480호 |      | 울진 광흥사 소장 명양경 (蔚珍 廣興寺 所藏 冥陽經)                                                                | 경북 울진군 온정면 덕산1리 1135                          | 광흥사                   | 2013년 7월 11일 지정                                             |      |
| 481호 |      | 난졸재 이산두 영정 (懶拙齋 李山斗 影幀)                                                                          | 경북 안동시 풍산읍 하리리 3 (한국국학진흥원 보관)        | 전의이씨 청헌공파 문중   | 2014년 1월 13일 지정                                             |      |
| 482호 |      | 경산 선본사 신중탱화 (慶山 禪本寺 神衆幀畵)                                                                      | 경북 경산시 와촌면 대한리 587                            | 선본사                   | 2014년 1월 13일 지정                                             |      |
| 483호 |      | 향병일기 (鄕兵日記)                                                                                              | 경북 안동시 신세동 170-2                                 | 심재덕                   | 2014년 10월 20일 지정                                            |      |
| 484호 |      | 영천 영지사 대웅전 후불탱화 (永川 靈芝寺 大雄殿 後佛幀畵)                                                        | 경북 영천시 대창면 용호리 14                             | 영지사                   | 2014년 10월 20일 지정                                            |      |
| 485호 |      | 영천 영지사 명부전 석조지장시왕상 일괄 (永川 靈芝寺 冥府殿 石造地藏十王像 一括)                                  | 경북 영천시 대창면 용호리 14                             | 영지사                   | 2014년 10월 20일 지정                                            |      |
| 486호 |      | 경주 숭덕전 제기 (慶州 崇德殿 祭器)                                                                              | 경북 경주시 탑동 77                                      | 신라오릉보존회 숭덕전    | 2015년 12월 28일 지정                                            |      |
| 487호 |      | 안동 서악사 아미타극락회상도 (安東 西岳寺 阿彌陀極樂會上圖)                                                      | 경북 안동시 태화동 605-1                                 | 서악사                   | 2015년 12월 28일 지정                                            |      |
| 488호 |      | 안동 봉황사 목조석가여래삼불좌상 (安東鳳凰寺木造釋迦如來三佛坐像)                                                | 경북 안동시 임동면 수곡리 563                            | 봉황사                   | 2015년 12월 28일 지정                                            |      |
| 489호 |      | 안동 봉황사 목조삼전패 (安東 鳳凰寺 木造三殿牌)                                                                  | 경북 안동시 임동면 수곡리 563                            | 봉황사                   | 2015년 12월 28일 지정                                            |      |
| 490호 |      | 영천 조치우 옥비 (永川 曺致虞 玉碑)                                                                              | 경북 영천시 대창면 대재리 210-1                          | 창녕조씨 청백리공파 문중 | 2015년 12월 28일 지정                                            |      |
| 491호 |      | 봉화 청량사 건칠보살좌상 및 복장유물 (奉化 淸凉寺 乾漆菩薩坐像 및 腹藏遺物)                                      | 경북 봉화군 명호면 북곡리 2471                           | 청량사                   | 2015년 12월 28일 지정                                            |      |
| 492호 |      | 김천 대휴사 목조보살좌상 및 복장유물 (金泉 大休寺 木造菩薩坐像 및 腹藏遺物)                                      | 경북 김천시 지례면 상부리 384                            | 대휴사                   | 2016년 4월 28일 지정                                             |      |
| 493호 |      | 안동 광흥사 응진전 소조석가여래오존상 및 16나한상 일괄 (安東 廣興寺 應眞殿 塑造釋迦如來五尊像 및 16 羅漢像 一括) | 경북 안동시 서후면 재품리 813                            | 광흥사                   | 2016년 4월 28일 지정                                             |      |
| 494호 |      | 안동 광흥사 명부전 목조지장보살삼존상 및 시왕상 일괄 (安東 廣興寺 冥府殿 木造地藏菩薩三尊像 및 十王像 一括)      | 경북 안동시 서후면 재품리 813                            | 광흥사                   | 2016년 4월 28일 지정                                             |      |
| 495호 |      | 예천 연방사 신중탱화 (醴泉 蓮邦寺 神衆幀畵)                                                                      | 경북 예천군 예천읍 백전리 208                            | 연방사                   | 2016년 4월 28일 지정                                             |      |
| 496호 |      | 안동 서악사 목조아미타여래삼존상 (安東 西岳寺 木造阿彌陀如來三尊像)                                              | 경북 안동시 태화동 605-1                                 | 서악사                   | 2016년 10월 6일 지정                                             | ,    |
| 497호 |      | 안동 선찰사 목조석가여래좌상 및 복장유물 일괄 (安東 仙刹寺 木造釋迦如來坐像 및 腹藏遺物 一括)                    | 경북 안동시 길안면 웃장터길 91-71                        | 선찰사                   | 2016년 10월 6일 지정                                             | ,    |
| 498호 |      | 포항 오어사 목조석가여래삼불좌상 (浦項 吾魚寺 木造釋迦如來三佛坐像)                                              | 경북 포항시 남구 오천읍 오어로 1                         | 오어사                   | 2017년 1월 5일 지정                                              | ,    |
| 499호 |      | 여주이씨 수졸당파 문중 전적 및 고문서 (驪州李氏 守拙堂派 門中 典籍 및 古文書)                                    | 경북 경주시 강동면 단구안계길 164-8                      | 이동진                   | 2017년 1월 5일 지정                                              | ,    |
| 500호 |      | 문경 개성고씨 양경공파 문중 전적 및 고문서 (聞慶 開城高氏 良敬公派 門中 典籍 및 古文書)                          | 경북 문경시 예동길 31-7                                  | 고영조                   | 2017년 1월 5일 지정                                              | ,    |

## 참고 자료
- 경상북도보